# Fix-Saint-Geneys
 Fix-Saint-Geneys  es una población y comuna francesa, situada en la región de Auvernia, departamento de Alto Loira, en el distrito de Le Puy-en-Velay y cantón de Allègre.

## Demografía
| 304 | 269 | 229 | 190 | 173 | 138 |
| Para los censos de 1962 a 1999 la población legal corresponde a la población sin duplicidades (Fuente: INSEE [Consultar]) |     |     |     |     |     |